# إدوارد بارسونز
إدوارد بارسونز (بالإنجليزية: Edward Parsons)‏ (1879 في المملكة المتحدة - 1956 في المملكة المتحدة) هو لاعب كرة قدم بريطاني (وحمل سابقاً جنسية المملكة المتحدة لبريطانيا العظمى وأيرلندا) في مركز الوسط. لعب مع برايتون أند هوف ألبيون وستوك سيتي وستافورد رينجرز.